# グランドケープマウント郡
グランドケープマウント郡（グランドケープマウントぐん、英語: Grand Cape Mount County）は西アフリカのリベリア共和国の15ある郡（County）の1つである。隣国シエラレオネと国境を接し、面積は5,160km2、人口は178,867人（2022年国勢調査）。中心地はロバーツポート。
1847年に採択された憲法で同国を構成する郡として登場し、1856年の法律によってモンセラード郡から分離・設立された。

## 隣接行政区画
- ロファ郡
- バルポル郡
- ボミ郡
- 南部州

## 下位行政区画
グランドケープマウント郡には5地区（District）に分かれている。
- コモンウェルス地区（Commonwealth District）
- Garwula District
- Gola Konneh District
- ポルクパ地区（Porkpa District）
- テワー地区（Tewor District）

## 出身人物
- ルース・ペリー - 教育者、政治家